# Золотий пояс шаха
Золотий пояс шаха, або Коронаційний пояс шаха (перс. کمربند زرین) — частина клейнодів монархів Ірану, пояс довжиною 119 см, виготовлений із золота та срібла, прикрашений діамантами та смарагдами. Пояс виготовлений за наказом четвертого шаха з династії Каджарів Насер ад-Дін Шаха приблизно в 1850.
Головна прикраса пояса – унікальний смарагд вагою 176 карат. Пояс також прикрашений 60 діамантами чистої води та 145 діамантами іншого типу. В даний час пояс зберігається в Національній скарбниці в будівлі Центрального банку Ірану в Тегерані.